# Maziar Kouhyar
Maziar Kouhyar (dari: مازیار كوهيار) est un footballeur international afghan né le 30 novembre 1997 à Fayzabad. Il évolue au poste d'arrière gauche au Notts County.

## Biographie
Il naît en 1997 à Fayzabad. Alors qu'il a 2 ans, sa famille décide de quitter le pays qui est ravagé par la guerre pour s'installer en Angleterre, à Handsworth. 

### En club
Il commence le football en club au  Coventry City FC à 11 ans. En 2013, il rejoint le Walsall FC où il signe son premier contrat professionnel d'une saison 3 ans plus tard. Il joue son premier match en EFL League 1 le 16 août 2016 lors d'une défaite 2-0 contre le Chesterfield FC. Il marque son premier but le 30 août lors d'une victoire 5-2 en EFL Trophy contre le Grimsby Town FC. En décembre 2016, il prolonge son contrat jusqu'en juin 2019. Sa première réalisation en championnat survient le 23 décembre 2017 face au Rochdale AFC (1-1).

### En équipe nationale
Il reçoit sa première sélection en équipe d'Afghanistan le 30 août 2018, en amical contre Oman (défaite 2-0).